# 生石村 (愛媛県)
生石村（しょうせきむら）は愛媛県温泉郡にあった村である。

## 沿革
- 1889年12月15日 - 町村制施行により旧温泉郡高岡村、富久村、久保田村、南吉田村、北吉田村が合併し温泉郡生石村として発足。
  - それまでの各村を総称して生石5ヶ村と言う場合がある。
  - 現在の住居表示は、それぞれの村名に「町」を付けたものになっている。(「高岡村」→「高岡町」)
- 1944年4月1日 - 道後湯之町、垣生村とともに松山市へ編入され消滅。

## 地理

### 山
- 弁天山
- 忽那山

## 軍事
- 歩兵第22連隊吉田浜射撃場[1]
- 松山海軍航空基地
  - 第二六三海軍航空隊（1943年10月1日開隊）
  - 第三四一海軍航空隊（1943年11月15日開隊）
  - 第五四一海軍航空隊（1944年3月15日開隊）

## 教育
- 生石尋常高等小学校

## 名所・旧跡
- 生石八幡神社（大字高岡字八幡）[2]
- 履脱天満神社（大字久保田字垣之内）[3]
- 金刀比羅神社（大字北吉田字大谷屋敷）[4]
- 忽那山城址（大字北吉田海岸）[5]